# Ugyen Dorji (nacido en 1986)
Ugyen Dorji (n. 1986) es un político butanés perteneciente al partido Druk Nyamrup Tshogpa. Desde octubre de 2018 se desempeña como asambleísta nacional, y desde noviembre de ese año, como Ministro de Trabajo y Recursos Humanos.

## Formación
Obtuvo una maestría en políticas públicas en la Escuela de Políticas Públicas Lee Kuan Yew en Singapur. Asimismo, realizó una bachiller universitario en letras en Inglés y Dzongkha en el Sherubtse College.

## Carrera profesional
De 2016 a 2017 sirvió en la Asociación Sudasiática para la Cooperación Regional y como asistente de investigación en el Instituto de políticas del agua en la Escuela de Políticas Públicas Lee Kuan Yew de la Universidad Nacional de Singapur. Entre 2013 y 2018 trabajó para el Ministerio de Asuntos Exteriores, y en 2011 fue reportero del periódico butanés, The Journalist.

## Carrera política
Fue electo miembro de la Asamblea Nacional de Bután en las elecciones de 2018, por la circunscripción electoral de Thrimshing. Otbtuvo 2.646 votos y derrotó a Chenga Tshering del Druk Phuensum Tshogpa.
El 3 de noviembre, Lotay Tshering anunció formalmente la estructura de su gabinete, nombrado a Dorji como Ministro de Trabajo y Recursos Humanos. El 7 de noviembre, prestó juramento como integrante del Lhengye Zhungtshog.